# 吉野真理
吉野 真理（よしの まり、1976年3月3日 - ）は、日本の元AV女優。

## 略歴
1994年5月に『奥が素敵です!』でAVデビュー。
1995年に引退。

## 出演作品

### アダルトビデオ
- 奥が素敵です! （1994年5月17日、ティファニー）
- 恥ずかしいのが感じます （1994年6月12日、ティファニー）
- 援助交際白書 （1994年7月29日、サマンサ）
- 女子校生強制調教 （1994年8月9日、ミス・クリスティーヌ）
- 制服色情飼育 （1994年8月22日、サマンサ）
- トロピカル性女夢物語 （1994年9月、オークラ出版）
- 君といった夏 （1994年9月16日、サマンサ）
- 咲き乱れ三姉妹 （1994年9月30日、エイトマン） - 共演:篠原鮎、立原貴美
- 淫口 （1994年10月25日、サマンサ）
- 乱熟花嫁 第2章 （1994年11月15日、シャイ）
- 愛しのエレベーターガール （1994年11月30日、アトラス）
- 1人娘は女子大生 （1994年12月8日、シャイ）
- 恋人たちも濡れる放課後 （1994年12月10日、エイトマン）- 共演:麻宮淳子、日吉亜衣
- NEO出血大制服 7 （1995年1月26日、アトラス）
- 淫らな天使の誘惑 （1995年3月、アトラス）
- 揉みしだかれて超ウッフン （1995年6月19日、アトラス）
- 若妻背徳 禁じられた情事 （1996年3月、大洋図書）
- 制服アイドルコレクション 岡崎美女 日吉亜衣 藤谷しおり 小森まみ 原田薫 河合メリージェーン 吉野真理 観月沙織里（1996年、アトラス21 MM-48）全8名
- 若妻スキャンダル（1998年7月17日、シネマジック CN-262）＊オムニバス作品 全9名

発売日不明
- 制服向上委員会推薦 平成トキメキ女学園 Vol.14 （シャトルジャパン ＴK-14）

### ゲーム
- THE・野球拳 パート23（NEWジャトレ） 共演:風間水絵、竹内留奈、赤木佐知 ※アーケードゲーム